# Pompiano
Pompiano là một đô thị thuộc tỉnh Brescia trong vùng Lombardia ở Ý. Đô thị này có diện tích 15 km², dân số 3382 người.
Đô thị này có các làng sau: Gerolanuova, Zurlengo.
Đô thị này giáp với các đô thị sau: Barbariga, Comezzano-Cizzago, Corzano, Orzinuovi, Orzivecchi.